# La Morana
La Morana és una entitat de població del municipi de Torrefeta i Florejacs, a la comarca de la Segarra.

## Situació
Està situat a l'oest de Guissona, prop del límit del terme municipal. Tenia 69 habitants l'any 2006. Té una extensió de 545Ha. i està situat a una altitud de 495., el poble està creuat d'est a oest pel torrent del Passerell.
És un poble bastit entorn del primitiu castell, i té algunes ramificacions cap a l'exterior com Can Torra i edificacions de nova construcció a l'entrada de la població.

## Història
L'any 1038 pertanyia al Bisbe d'Urgell i és esmentada a l'acta de consagració de l'església de Guissona, de l'any 1099.
El 1564 estava en poder de Jaume Joan de Cortés i posteriorment passa a Rafael d'Amat (Baró de Maldà). L'any 1837 va ser centre d'importants combats dins la batalla de Gra durant la Primera Guerra Carlina.

## Economia
L'economia es basa principalment en l'agricultura de secà (Ordi, Blat, etc.), queden petites superfícies d'ametllers i oliveres i diverses granges de porcí, vacu i aviram. A l'encreuament amb la carretera L-310 està ubicada una indústria metal·lúrgica.

## Llocs d'interès
- Muralles i portalada.[4]
- Casa senyorial
- L'església parroquial de Sant Esteve
- La torre (torre de defensa o antic molí de vent)
- Cal Giralt